# バグベア (音楽ユニット)
バグベア（Bugbear）は、日本のソングライター、編曲家であるこぎみいい、ここみらいからなる音楽ユニット。フリーランスで活動している。

## 概要
「音楽は進化するときが来た」をキーワードに活動している2人組。こぎみいい（男性）が作曲面全般、ここみらい（女性）がトラックメイク・編曲を担当している。
音楽制作会社SUPA LOVE、ハイキックエンタテインメント、ソニー・ミュージックパブリッシングを経て、フリーで活動している。
ユニット名の由来は、「ウェールズ地方に伝わるイタズラ好きの妖精（バグベア）の名前」「悪い夢を食べるバクと、力強さを表すクマに毒（濁点）を加えた」「バグったクマ（クレイジー）」である。
2023年4月30日「バグベア神曲また作ったってよ（略称：バグ神）」という2人のユニットに新たにボーカルの高木美穂（元:ラストアイドル）を加えた3人組ユニットを結成。2023年10月31日をもって解散した。

## 提供作品
THE IDOLM@STER
- Heart・デイズ・Night☆（作曲・編曲）
- ハッピ～ エフェクト!（作曲・編曲）
- チョー↑元気Show☆アイドルch＠ng!（作曲・編曲）

このアイドルはフィクションです。
- 偽りのソサエティ（作曲）

AsIs
- ありのままの姿（作曲）
- 特別アドラブル（作曲）
- Braver!（作曲）
- 拝啓、過去の自分（作曲・編曲）

Wake Up,Girls!
- Into The Light（共作詞・作曲・編曲）

AKB48
- How come?（作曲・編曲）
- She's gone（作曲）

NMB48
- どうでもいい人仮面（作曲）
- 不毛の土地を満開に...（作曲）

HKT48
- Go Bananas!（作曲）
- ぶっ倒れるまで（作曲）
- 意志（作曲）

NGT48
- ナニカガイル（作曲）
- あとで（作曲）

X21
- GO! GO! X21 ～ドキドキ初登校～（作詞）
- チャイム鳴ったら（作詞・作曲）

乙女新党
- 2学期デビュー大作戦!!（作曲）

CROWN POP
- OMD（作詞・作曲・編曲）

欅坂46
- サイレントマジョリティー（作曲）
- 僕たちの戦争（作曲）
- 不協和音（作曲・編曲）

けやき坂46
- 未熟な怒り（作曲）
- 抱きしめてやる（作曲）

櫻坂46
- 引きこもる時間はない（作曲）

新生ラストアイドル
- キミ僕（作詞・作曲・編曲）

Sha☆in
- 僕は君を全力で笑顔にする（作詞・作曲）

大国男児
- Thank you for your kindness（作詞・作曲・共編曲）

中島愛
- 残像のアヴァロン（作曲・共編曲）

ニノミヤユイ
- 愛とか感情（作詞・作曲・編曲）
- 乱反射↘↑↗（共作詞・作曲・編曲）（作詞はニノミヤユイと共作）

乃木坂46
- 落とし物（作曲）

≠ME
- ≠ME（作曲・編曲）
- 「君の音だったんだ」（作曲・編曲）
- 「君と僕の歌」（作曲・編曲）
- 君はこの夏、恋をする（作曲・編曲）
- 夏が来たから（作曲）

はたらく魔王さま!
- 堕天の甘美な悦楽（作曲・編曲）

PPP! PiXiON
- #拡散希望 ~見つけて!私達~（作曲）

my fav
- 間違ってないyes!future!!（作詞・作曲・編曲）

ミス・モノクローム
- Endless Seventeen（作曲）

ラストアイドル
- 愛しか武器がない（作曲）
- 愛を知る（作曲）

バグベア神曲また作ったってよ
- 雨降りの放課後（作詞・作曲・編曲）
- 強い花　白い花　枯れぬ花（作詞・作曲・編曲・ボーカル(こぎみいい)）
- アタラシイセカイ（作詞・作曲・編曲）

## 出演
- ラストアイドル（テレビ朝日） サードシーズン審査員[7]